# Tiberio Sempronio Graco (cónsul 177 a. C.)
Tiberio Sempronio Graco  fue un político y militar romano del siglo II a. C. perteneciente a la gens Sempronia. Ocupó las más altas magistraturas del Estado romano, llegando a ser cónsul en dos ocasiones y censor. Se casó con la hija de Escipión el Africano y fue padre de los hermanos Gracos.

## Familia
Graco fue miembro de los Sempronios Gracos, una rama familiar plebeya de la gens Sempronia. Sus padres son desconocidos, aunque por su propia filiación se sabe que él tenía el praenomen Publio, pero su abuelo paterno fue el consular Tiberio Sempronio Graco, que destacó en la segunda guerra púnica.
Casó con Cornelia, hija de Escipión el Africano, después de la muerte de Escipión. A pesar de la diferencia de edad (alrededor de los treinta años), fue feliz y fructífero, pues tuvieron doce hijos, aunque la mayoría murió durante la infancia. Solo tres llegaron a la edad adulta: los varones Tiberio Sempronio Graco y Cayo Sempronio Graco, que llegaron al cargo de tribunos de la plebe, y la hija Sempronia, que se casó con Escipión Emiliano.

## Inicio de su carrera militar
En el año 190 a. C. acompañó al cónsul Lucio Cornelio Escipión Asiático a Grecia y se destacó en el campo de batalla entre todos los jóvenes romanos. Escipión lo envió desde Anfisa a Pela para sondear a Filipo V de Macedonia de su disposición hacia los romanos y obtener libre paso por el Reino de Macedonia en la guerra contra Antíoco III el Grande. 
Fue tribuno de la plebe alrededor del año 187 a. C., puesto desde el que salvó a Lucio Cornelio Escipión Asiático y a Escipión el Africano de ser encausados por sus enemigos, por interposición de su veto. Aunque no eran amigos suyos, ni aliados políticos, pensó que los servicios prestados por los Escipiones a Roma merecían que no fueran tratados como unos criminales. Quizá de ahí naciera su compromiso matrimonial con Cornelia, la hija menor del Africano con la que según Plutarco no se casó hasta después de la muerte de su padre. Poco después Graco también defendió a Lucio Escipión en las disputas respetando las cuentas del dinero que había recibido de Antíoco. 
Hacia final de año, cuando Marco Fulvio Nobilior pidió los honores del triunfo, Graco le apoyó contra la opinión de los otros tribunos. 
En 183 a. C. fue uno de los triunviros para llevar a cabo la colonia romana de Saturnia. Después fue edil curul, cargo en el que gastó mucho dinero en los juegos públicos.

## Las guerras celtíberas
En 181 a. C. fue pretor y recibió Hispania Citerior como provincia, donde sucedió a Quinto Fulvio Flaco, con objeto de continuar la primera guerra celtíbera para la pacificación y romanización de las tribus celtibéricas. Ya en Hispania hizo un inesperado ataque a Munda, ciudad que sometió y recibió rehenes en garantía, estableciendo allí una guarnición; ocupó también algunas fortalezas de los celtíberos, asoló el país y de esta manera se acercó a la ciudad de Cértima, que estaba fuertemente fortificada, pero como sus habitantes perdieron la esperanza de ser capaces de resistir, se rindieron. 
Los habitantes de Cértima tuvieron que pagar una gran suma de dinero y dar cuarenta de sus nobles como rehenes. Después avanzó hacia Alce, donde tenían el campamento los celtíberos; después de varios combates Sempronio Graco logró que los celtíberos se retiraran y ocupó el campamento, pero no la ciudad; supuestamente nueve mil enemigos murieron en estas luchas; Graco se dedicó a asolar el país y en poco tiempo se sometieron ciento tres ciudades celtíberas e hizo un enorme botín; la ciudad de Alce todavía resistía y fue asediada hasta que finalmente se rindió. Los defensores fueron tratados con justicia; un cabecilla celtíbero, Turro, incluso ingresó en el ejército romano. 
La ciudad grande y poderosa de Ercávica abrió sus puertas a los romanos. Algunos historiadores, dice Tito Livio, relataron que estas conquistas no fueron fáciles de hacer, puesto que, invariablemente, los celtíberos acostumbraban a sublevarse después de someterse cuando los soldados romanos se iban; pero después de la campaña de Graco se estableció una paz duradera.
Este hecho puede haber sido así, porque los hispanos habían sido tratados por casi todos los anteriores generales romanos con crueldad y traición, y ahora podían reconocer que tenían ante sí a un enemigo audaz, valiente y formidable, pero al mismo tiempo honesto.
Graco permaneció un año más en Hispania; levantó el asedio de Carabis que había sido atacada por celtíberos no sometidos y derrotó a los sublevados cerca de Complega. De esta manera, poco a poco fueron sometidos todos los celtíberos y después demostró que él era tan capaz en la administración pacífica de su provincia, como lo había hecho antes al frente de sus ejércitos.
Sus medidas políticas también fueron beneficiosas por el dominio romano de la provincia. Los indígenas conseguían el derecho a recibir tierras y el ingreso en las fuerzas auxiliares romanas a cambio del pago de tributos y la renuncia a fortificar sus ciudades. La ciudad de Ilurcis fue renombrada como Graccurris (Alfaro).

## Primer consulado
En el año 178 a. C. volvió a Roma y celebró un espléndido triunfo sobre los celtíberos y sus aliados y fue elegido cónsul para el año 177 a. C. junto con Cayo Claudio Pulcro. Obtuvo Sardinia como provincia e hizo la guerra contra los sardos sublevados a los que derrotó; y luego condujo a su ejército a sus cuarteles de invierno. En la primavera siguiente hizo nuevas operaciones hasta conseguir la sumisión de los rebeldes que debieron entregar rehenes. Envió emisarios a Roma para solicitar permiso para regresar con su ejército y celebrar un triunfo. Sin embargo, solamente se decretaron acciones de gracias públicas, y Graco recibió la orden de permanecer en su provincia como procónsul un año más. 
Al final del año 175 a. C. volvió a Roma y finalmente fue honrado con un triunfo sobre los sardos. Se dice que había traído consigo un número tan grande de cautivos, que fueron vendidos por una bagatela, lo que dio origen al dicho Sardi venales. Dedicó una tableta al templo de Mater Matuta en la que se registró la reducción de Cerdeña, y en la que estaban representadas la propia isla y las batallas que Graco había luchado allí. 

## Censura
En 169 a. C. fue censor con Cayo Claudio Pulcro. Su censura fue severa y varias personas fueron eliminadas del senado y bastantes équites perdieron sus caballos, entre ellos el tribuno de la plebe Publio Rutilio. Como consecuencia de esto, los tribunos interpusieron una denuncia contra la censura ante el pueblo, pero ambos fueron absueltos. En esta ocasión, Graco actuó con magnanimidad con su colega que era bastante impopular (mientras él era muy popular) y ligó su suerte a la de Pulcro, pues declaró que si su colega era condenado, él lo acompañaría al exilio, una anécdota de su severidad como censor contada a su primogénito, Tiberio Sempronio Graco cuenta que "cuando él era censor, y regresó a su casa después de la cena, los ciudadanos del vecindario apagaron sus luces, temiendo que Graco los reprochara por dedicar demasiado tiempo al vino y a los banquetes". 
Con el dinero asignado a él para obras públicas, compró el sitio de la casa de Escipión el Africano, y algunos de los edificios colindantes, y allí erigió una basílica, que fue llamada después de basílica Sempronia. 
El acto más importante de su censura fue la inclusión de todos los libertos en una de las cuatro tribus urbanas, mientras que antes habían sido repartidos en todas las tribus. 
En 164 a. C. fue enviado como embajador a Asia para inspeccionar la situación de los aliados romanos; en este viaje se dirigió a los rodios en griego en un discurso que aún se conservaba en la época de Cicerón.

## Segundo consulado y descendencia
En 163 a. C. fue cónsul por segunda vez. En este consulado tuvo una actuación más política con varias embajadas encargadas por el Senado y algunos actos de mediación entre príncipes aliados y Roma. Hacia finales de ese año dirigió los comicios y tuvo una controversia con su cuñado Publio Cornelio Escipión Nasica Córculo por la probable anulación de las elecciones a causa de un error en los auspicios dirigidos por Tiberio. No se sabe si este relato es cierto o Graco pudo haber anulado las elecciones a propósito para intrigar contra Escipión Nasica. Howard Scullard postula que Graco tenía algunos intereses en Córcega y Cerdeña y quería mantener a Nasica Córculo fuera de su clientela. Briscoe, piensa que hubo un desacuerdo desconocido entre los Cornelios Escipiones, y que Nasica Córculo se enfrentó con el resto de la familia. Graco estaba en este momento muy cerca de los Escipiones Africanos y podría haber actuado contra su cuñado. Eso explicaría varios casos posteriores de tensiones entre los Nasicas y los Africanos.[cita requerida] El año de su muerte es desconocido.
Tiberio hablaba griego con fluidez y se dirigió al pueblo de Rodas en 164 a. C. en ese idioma. A pesar de sus logros militares y políticos, fue más conocido por su carácter. Era un cónsul respetado y un censor aún más respetado (aunque controvertido). A su muerte, era considerado uno de los principales hombres de Roma.